# Anna Ibrisagic
Anna Ibrisagic, né le 23 mai 1967 à Sanski Most (Bosnie), est une femme polititique suédoise. Elle a été députée européenne de 2004 à 2014 . Membre du parti du rassemblement modéré, elle a fait partie du groupe du parti populaire européen.

## Biographie
Elle a grandi en Bosnie. Elle vit ensuite dans le nord de la Suède plus précisément à Luleå, ville dans laquelle elle est conseillère municipale de 1998 à 2002. Elle est membre dirigeant du parti du rassemblement modéré depuis 2001. Elle est députée au parlement Suédois de 2002 à 2004.